# Los paraísos desiertos
Los paraísos desiertos es el tercer álbum de Ismael Serrano, disco de platino en España. El título está basado en una cita de Omar Jayyam. 
Todas las canciones son compuestas por Ismael Serrano, letra y música, salvo Una historia de Alvite, cuya letra es de Rodolfo Serrano. La canción Km. 0 fue compuesta para la película Kilómetro Cero.

## Lista de canciones
1. Km.0 - 5:14
2. La mujer más vieja del mundo - 4:10
3. No estarás sola - 3:52
4. La cita - 5:41
5. Tantas cosas - 4:21
6. Una historia de Alvite - 4:10
7. La huida - 5:20
8. Has de saber - 3:24
9. La casa encantada - 3:32
10. La ciudad parece un mundo - 4:46
11. Lo que hay que aguantar - 4:31
12. Ya ves - 9:41

## Músicos
- Ismael Serrano: Voz en todos los temas. Guitarra española en La casa encantada y Ya ves (versión acústica).
- Fredi Magurán: Arreglos, dirección musical, programaciones, guitarra española, guitarra acústica y guitarra eléctrica. Mandolina en Km. 0. Bouzouki en La mujer más vieja del mundo. Guitarra portuguesa en Tantas cosas.
- Javier Mora: Piano acústico y eléctrico, órgano.
- Vicente Climent: Batería.
- Marcelo Fuentes: Bajo en Km. 0, La cita, La ciudad parece un mundo y Lo que hay que aguantar.
- Javier Quílez: Bajo en La mujer más vieja del mundo, No estarás sola, La huida y La casa encantada.
- Gino Pavone: Percusión.
- Víctor Merlo: Contrabajo en Una historia de Alvite, Has de saber y Ya ves.
- Álvaro Fernández: Violonchelo en La ciudad parece un mundo
- Patxi Urchegui: Trompeta en Km. 0.
- Vicente Borland: Piano (tumbaos) en Lo que hay que aguantar.
- Tito Duarte: Percusión en Lo que hay que aguantar.
- Ángel Luis Aguilar: Oboe en Tantas cosas y Has de saber
- Luis Pastos y Webo: Voces en La mujer más vieja del mundo.
- Juan Ignacio Cuadrado: Coros en No estarás sola.

## Curiosidades
En el minuto 5:36 del Track Ya ves se puede escuchar la versión acústica de esa misma canción
(pista oculta)